# Parley Davis

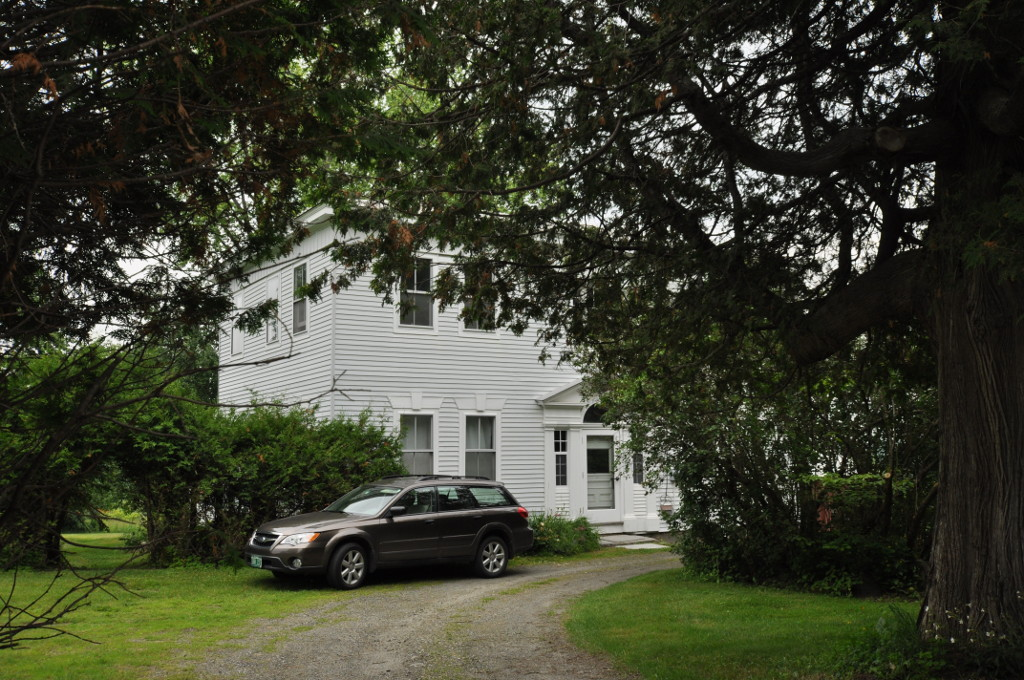
Parley Davis House, Montpelier (Vermont)

Parley Davis (* 31. März 1766 in Oxford, Province of Massachusetts Bay; † 14. April 1848 in Montpelier, Vermont) war ein amerikanischer Brigadegeneral.
Davis war einer der ersten weißen Siedler in Montpelier und kam 1787 in die Region. Im November 1794 heiratete er Rebbecca Peabody aus Johnson.:26 Das von ihm gebaute Parley Davis House ist seit 1989 im National Register of Historic Places eingetragen. In diesem Haus gründete Davis die erste Bibliothek des Ortes.

## Soldat
1798 wurde er Colonel, und im Oktober 1799 wurde er zum Brigadegeneral der Miliz von Vermont gewählt. Davis trat 1806 von diesem Posten zurück.  1814 führte er die Truppen des Countys in der Schlacht bei Plattsburgh an.:26

## Politiker
Davis wurde 1791 im ersten town meeting als Constable und Steuereinnehmer gewählt. 1793 (und dann wieder 1797 bis 1800, 1802, 1807 und 1823) war er Mitglied des Stadtrats. Außerdem war Davis Delegierter für Montpelier. 1799 wurde er in das Abgeordnetenhaus von Vermont gewählt, ebenso 1802 und 1805.:26 Weiterhin war er seit 1830 Vorsitzender der Vermont Railroad Association, etwa 18 Jahre vor dem ersten Eisenbahnbau in Vermont.:27